# Семёнов, Кирилл Евгеньевич
Кири́лл Евге́ньевич Семёнов (род. 27 октября 1994, Омск) — российский хоккеист, нападающий. Заслуженный мастер спорта (2022). Мастер спорта России международного класса.

## Карьера
Воспитанник омского «Авангарда». Лучший бомбардир новокузнецкого «Металлурга» в сезоне 2016/17. Лучший бомбардир «Авангарда» в сезоне 2019/20. По итогам сезона 2018/19 сыграл больше всех матчей в КХЛ (81). 20 августа 2012 года в матче кубка мира среди молодёжных клубных команд против сборной Норвегии впервые сыграл за «Омских ястребов». В той встрече, завершившейся со счётом 9:0, сделал голевую передачу, а затем сам забросил 2 шайбы
.
1 сентября того же года Семёнов дебютировал в Молодёжной хоккейной лиге.
4 дня спустя в матче с «Авто» набрал первые баллы за результативность, дважды поразив ворота. В следующем матче продолжил голевую серию. В 2012 году также сыграл 2 матча за «Омских ястребов».
В августе 2013 года в составе «Омских ястребов» выиграл молодёжный чемпионат мира среди клубных команд. 10 сентября 2013 года в матче против «Северстали» дебютировал за «Авангард» в Континентальной хоккейной лиге (в звене с Евгением Мозером и Валентином Пьяновым).
Ровно через год, 10 сентября 2014, в матче с «Амуром») набрал первое очко в КХЛ, отдав голевую передачу.
Первая в карьере шайба в КХЛ была заброшена Семёновым 27 сентября 2014 года в ворота Томаша Пёпперле из «Сочи».
9 июня 2017 года подписал контракт с «Авангардом» на два года. В 2019 году продлил соглашение ещё на два сезона.
В мае 2021 года подписал однолетний контракт новичка с клубом НХЛ «Торонто Мейпл Лифс». 10 ноября дебютировал в НХЛ в матче против «Филадельфии Флайерз».

## Достижения
- Чемпион МХЛ, Обладатель Кубка Харламова 2013
- Обладатель Кубка мира среди молодежных клубных команд, 2013
- Участник Кубка Вызова 2014
- Серебряный призёр чемпионата России 2019
- участник матча звёзд КХЛ: 2020
- обладатель Кубка Восточной конференции (сезон 2020/21, в составе ХК «Авангард»)
- обладатель Кубка Гагарина 2021 в составе ХК «Авангард»
- Серебряный призёр Олимпийских игр

## Семья
Женат на Виктории Семёновой, дочери Эмили и Николь.

## Статистика
| Легенда | Легенда                    | Легенда | Легенда                   | Легенда | Легенда    |
| ------- | -------------------------- | ------- | ------------------------- | ------- | ---------- |
| И       | Количество проведённых игр | Штр     | Штрафное время            | +/−     | Плюс-минус |
| Г       | Голы                       | П       | Голевые передачи          | О       | Очки       |
| -       | Статистика неизвестна      | —       | Статистика не учитывалась |         |            |

## Награды
- Медаль ордена «За заслуги перед Отечеством» I степени (25 февраля 2022 года) — за высокие спортивные достижения, волю к победе, стойкость и целеустремлённость, проявленные на XXIIV Олимпийских зимних играх 2022 года в городе Пекине (Китайская Народная Республика)[14]